# سودينيا
سودينيا (سودينيا بالكلدانية، سودينيس باليونانية) (240 ق م) هو فلكي ومنجم وعالم رياضيات كلداني بابلي ذكره عدة كتاب ومؤرخين منهم المؤرخ الروماني سترابو.
مثل سلفه بيروسوس، خرج من بلاد بابل وسافر إلى بلاد الإغريق، وكان المنجم الخاص للملك الاغريقي اطالوس ملك برغامة، بعد ذلك عمل مع الفلكي الهلسنتي المشهور أبرخش، بعد ذلك عمل مع المؤرخ كلاوديوس بطليموس، سودينيا نقل الكثير عن علم التنجيم من البابليين إلى الإغريق، لكن لا يعرف الكثير عن هذا المنجم وعن حياته، لكن يقال أيضا بأنه كان مختص بالاحجار الكريمة.